# Tierra del Fuego (tỉnh của Argentina)
Tierra del Fuego (trong tiếng Tây Ban Nha nghĩa là "Đất Lửa"; phát âm tiếng Tây Ban Nha: [ˈtjera ðel ˈfweɣo]), tên chính thức là tỉnh Tierra del Fuego, châu Nam Cực và Quần đảo Nam Đại Tây Dương (tiếng Tây Ban Nha: Provincia de Tierra del Fuego, Antártida e Islas del Atlántico Sur), là tỉnh cực nam, nhỏ nhất và ít dân nhất của Argentina.
Lãnh thổ của tỉnh từng là nơi sinh sống của người bản địa trong hơn 12.000 năm, kể từ khi họ di cư về phía nam của đại lục. Lãnh thổ lần đầu tiên có một người châu Âu tiếp cận vào năm 1520, khi được Ferdinand Magellan phát hiện. Ngay cả sau khi Argentina giành độc lập, lãnh thổ này vẫn nằm dưới quyền kiểm soát của người bản địa. Argentina tiến hành chiến dịch mang tên là chinh phục Sa mạc vào những năm 1870, sau đó nước này tổ chức hành chính vào năm 1885 thành một lãnh thổ của mình. Người châu Âu nhập cư theo sau đó do cơn sốt vàng, và sự mở rộng nhanh chóng ngành chăn nuôi cừu tại các trang trại lớn trong khu vực. Tierra del Fuego là lãnh thổ gần đây nhất của Argentina giành được quy chế cấp tỉnh, diễn ra vào năm 1990.

## Phạm vi

Tỉnh Tierra del Fuego, Antártida e Islas del Atlántico Sur bao gồm tất cả yêu sách lãnh thổ ngoại vi

Phạm vi thực tế của tỉnh là phần phía đông của đảo lớn Tierra del Fuego, Isla de los Estados và các đảo lân cận.
Tỉnh này trên danh nghĩa bao gồm các yêu sách của Argentina đối với quần đảo Falkland và Nam Georgia và Quần đảo Nam Sandwich (là lãnh thổ hải ngoại của Anh) và một phần của châu Nam Cực chồng lấn với các yêu sách của Anh và Chile trên lục địa đó. Argentina không có quyền kiểm soát hiệu quả ở những vùng lãnh thổ này, ngoài các căn cứ của họ ở châu Nam Cực.

## Lịch sử

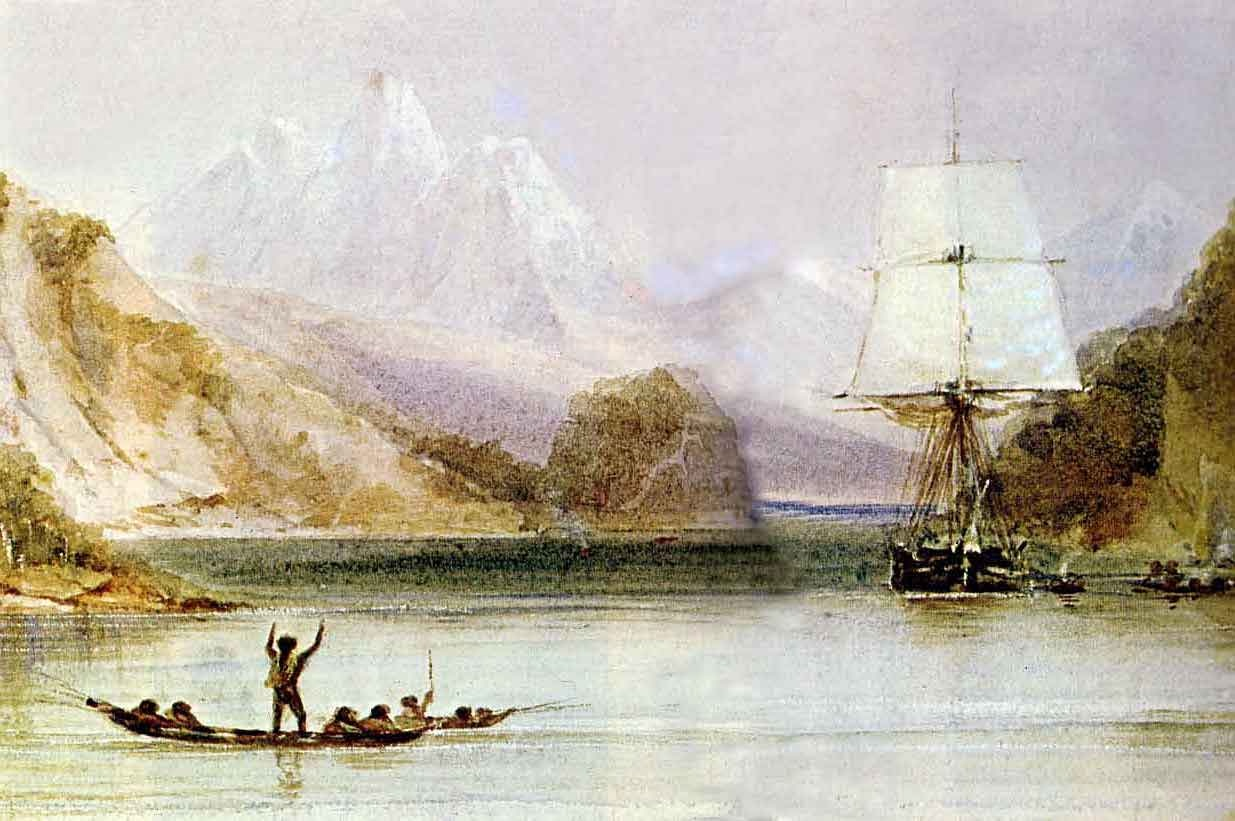
Dấu ấn thời kỳ của đi lại dọc theo Tierra del Fuego, 1833.

Lãnh thổ này có người sinh sống vào khoảng 12.000 năm trước. Khi những người châu Âu đầu tiên đến, họ tiếp xúc với dân số khoảng 10.000 người bản địa thuộc bốn bộ tộc: Yámana, Alakaluf (hiện được gọi là Kawésqar), Selk'nam (Ona) và Manek'enk (Haush). Trong vòng 50 năm kể từ khi được phát hiện, chỉ còn lại khoảng 350 người bản địa do tỷ lệ tử vong cao vì các bệnh đặc hữu mà người châu Âu mang đến, chẳng hạn như bệnh đậu mùa và bệnh sởi, vì người bản địa không có khả năng miễn dịch với các bệnh mới này. Ngoài ra, vào cuối thế kỷ 19, các chủ trang trại và người định cư đã phạm tội diệt chủng người Selk'nam. Thành phố thủ phủ của tỉnh là Ushuaia, bắt nguồn từ một từ bản địa có nghĩa là "vịnh hướng về phía cuối".
Lãnh thổ lần đầu tiên được người châu Âu nhìn thấy vào năm 1520 trong chuyến thám hiểm của Ferdinand Magellan. Ông đặt tên cho khu vực là Vùng đất khói (sau này đổi thành Vùng đất lửa), vì ông nhìn thấy những thứ có lẽ là những đám cháy do người da đỏ địa phương tạo ra để sưởi ấm. Juan de Alderete vào năm 1555 và sau đó là Pedro Sarmiento de Gamboa dự định thành lập các khu định cư trong khu vực. Thời tiết khắc nghiệt và các cuộc tấn công liên tục của cướp biển Anh, những kẻ đã bắt Sarmiento de Gamboa làm tù binh, đã khiến tham vọng của họ bị thất bại.
Các nhà thám hiểm người Tây Ban Nha, Hà Lan, Anh và Pháp đã mạo hiểm đến đảo Tierra del Fuego và các vùng biển lân cận. Gabriel de Castilla đã đi qua khu vực trước khi khám phá quần đảo châu Nam Cực. Vào đầu những năm 1830, Chỉ huy Robert FitzRoy và Charles Darwin khám phá vùng đất này và các vùng khác của Patagonia bằng tàu HMS Beagle.
Năm 1828, Argentina thành lập một thuộc địa hình sự tại Puerto Luis trên quần đảo Falkland. Năm 1833, người Anh cử một lực lượng đặc nhiệm hải quân đến yêu cầu đại diện của Argentina tại quần đảo là José María Pinedo và các lực lượng Argentina rời khỏi quần đảo và quyền cai trị của Anh ở đó được thiết lập lại.

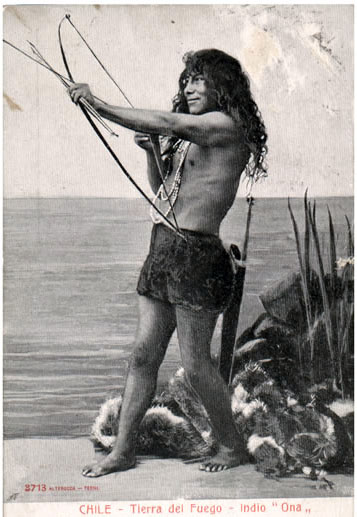
Một thành viên của người Selknam, 1904. Họ là những người bản địa đông đảo nhất trên đảo cho đến khi số lượng của họ giảm đi do bệnh tật và nạn diệt chủng vào thế kỷ 19 và 20.

Luis Piedrabuena thiết lập một căn cứ ở San Juan de Salvamento trên Isla de los Estados. Phái bộ Patagonia Hiệp hội Truyền giáo Nam Mỹ của Anh, dưới sự chỉ đạo của tổng giám đốc Waite Stirling, đã thành lập Ushuaia với vị thế là một phái bộ Anh giáo ở miền nam Tierra del Fuego vào năm 1869. Ngay sau đó, các nhà truyền giáo Salesian thành lập Río Grande.
Vào thập niên 1880, chính phủ Argentina đã quan tâm tích cực hơn đến Tierra del Fuego. Năm 1881, kinh tuyến 68°36'38 Tây được xác định là ranh giới giữa phần Chile và phần Argentina của hòn đảo. Năm 1884, chính quyền Tierra del Fuego được thành lập và một tiểu khu được thành lập tại Ushuaia.
Phần phía nam của eo biển Beagle là vấn đề xung đột giữa cả hai quốc gia, họ tranh giành quyền kiểm soát ba hòn đảo nhỏ Picton, Lennox và Nueva. Cuối cùng vào năm 1977, những đảo nàyđược trao cho Chile theo quyết định do Anh làm trung gian, được Giáo hoàng John Paul II sửa đổi và phê chuẩn theo hiệp ước vào năm 1985.
Khi các thủy thủ đoàn kể về chuyến đi khét tiếng nguy hiểm vòng quanh mũi Nam Mỹ, Tierra del Fuego đã trở thành một từ tục ngữ ở châu Âu cho một vùng đất không hiếu khách, nơi cuộc sống của những người định cư sẽ vô cùng khắc nghiệt. Tuy nhiên, hiện đây không phải là tỉnh dân cư thưa thớt nhất của Argentina. Mật độ dân số 4,75/km2 cao hơn 5 tỉnh khác do nhiều làn sóng nhập cư.

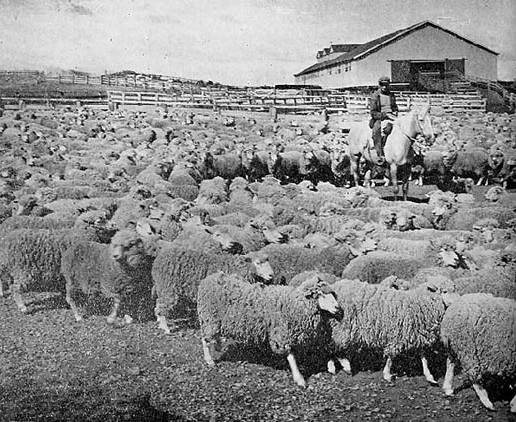
Trang trại cừu địa phương năm 1942. Cừu là bộ phận quan trọng nhất của nền kinh tế vào đầu thế kỷ 20, nhưng bị lu mờ bởi suy giảm của thị trường len toàn cầu và gia tăng khai thác dầu mỏ.

Cơn sốt vàng bắt đầu ở Tierra del Fuego vào khoảng năm 1883. Nhiều người Croatia từ bờ biển Dalmatia đến để tìm vàng. Ngoài ra, cơn sốt vàng đã truyền cảm hứng cho các công nghệ và cải tiến mới, chẳng hạn như điện báo. Mặc dù đến năm 1910, vàng bị cạn kiệt nhưng hầu hết những người tiên phong vẫn ở lại. Vùng đồng bằng phía bắc dù trông có vẻ không mấy tốt nhưng đã chứng tỏ là vùng đất chăn nuôi cừu lý tưởng, và các trang trại chăn nuôi rộng lớn được phát triển. Những người nhập cư Croatia, Scotland, Basque, Ý, Galicia và Chile đến làm việc tại các estancias, với hy vọng cuối cùng sẽ mua được đất đai và gia súc của riêng họ.
Người da đỏ phải chịu tỷ lệ tử vong cao do bệnh tật và cuộc chiến triệt để do các chủ trang trại và thợ săn tiền thưởng tiến hành; đến năm 1920, dân số của họ trên đảo giảm xuống chỉ còn 200 người. Tin tức về sự tàn bạo và nạn diệt chủng đã đến tai Quốc hội Liên bang ở Buenos Aires. Họ đã gửi viện trợ và cố gắng giúp đỡ phái bộ Salesian, đây là tổ chức duy nhất làm việc trên đảo để bảo vệ người dân bản địa.
Với việc thành lập Gobernación Marítima de Tierra del Fuego vào năm 1943, việc xây dựng các căn cứ hải quân bắt đầu ở Ushuaia và Río Grande. Một sân bay và cơ sở hạ tầng khác cũng được xây dựng. Những dự án này đã thu hút người nhập cư từ các quốc gia khác cũng như các vùng khác của Argentina.
Mãi đến năm 1990, "Lãnh thổ quốc gia Tierra del Fuego, châu Nam Cực và Quần đảo Nam Đại Tây Dương" mới được tuyên bố là một tỉnh. Thống đốc đầu tiên của tỉnh được bổ nhiệm hai năm sau đó.

## Địa lý

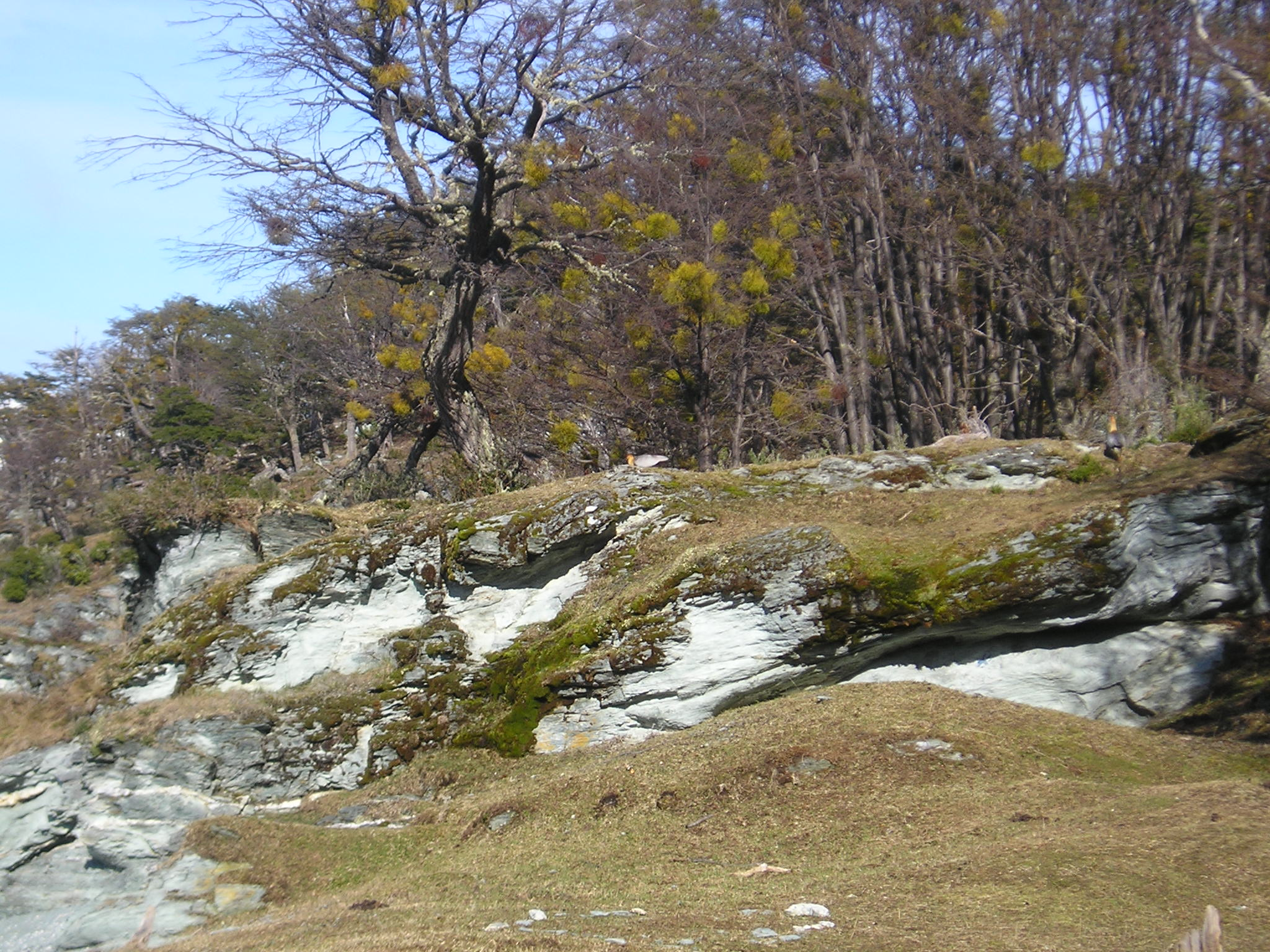
Phong cảnh rêu phong, Tierra del Fuego.

Bản đồ khí hậu Köppen của tỉnh Tierra del Fuego, Argentina

Có những ngọn núi thấp và những bãi biển nhiều cát ở phía bắc đảo, cao dần về phía nam. hần phía bắc phần nào giống với thảo nguyên của tỉnh Santa Cruz. Ở giữa đảo, phần cuối của hệ thống núi Andes trở nên bằng phẳng và đỉnh cao nhất của nó là Núi Cornú chỉ cao 1.490 m. Có một số sông ngắn (Grande, Moneta, Ona, Lasifashaj), và do nhiệt độ thấp nên có nhiều sông băng nhỏ chảy ra biển.
Do vĩ độ cao, đảo có khí hậu đại dương lạnh. Ảnh hưởng từ đại dương xung quanh và gió chủ yếu từ phía tây dẫn đến khí hậu đồng nhất trên toàn tỉnh. Nhiệt độ trung bình hàng năm thấp, với nhiệt độ mùa đông trung bình gần 0 °C và nhiệt độ mùa hè trung bình khoảng 10 °C. Gió tây thổi mạnh từ Thái Bình Dương làm giảm cảm nhận về nhiệt độ (gió lạnh). Eo biển Beagle được bao quanh bởi những ngọn núi cao trên 100 m, sức gió có thể vượt quá 100 km/h. Đảo có lượng mưa trung bình khoảng 700 mm mỗi năm, phân bố khá đều trong năm với cực đại nhỏ vào mùa thu. Tuyết rơi nhiều trên khắp đảo. Phần lớn đảo này có thể được phân loại là nằm trong vùng sinh thái rừng cận cực Magellan.

## Chính phủ

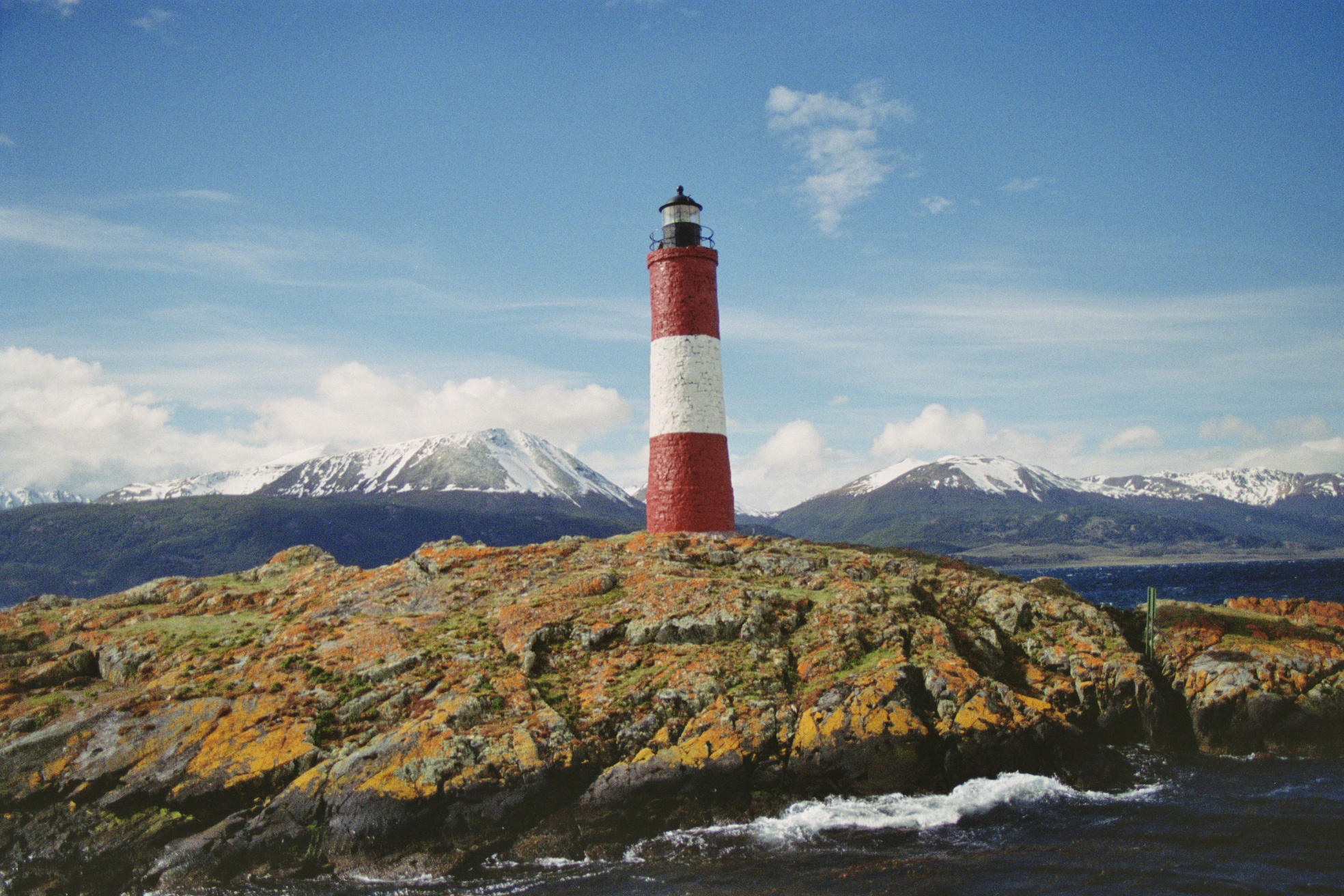
Ngọn hải đăng Les Eclaireurs trên eo biển Beagle gần Ushuaia.

Chính quyền cấp tỉnh được chia thành ba nhánh: cơ quan hành pháp đứng đầu là một thống đốc được bầu phổ thông, là người bổ nhiệm nội các; cơ quan lập pháp; và cơ quan tư pháp đứng đầu là Tòa án tối cao.
Hiến pháp của tỉnh Tierra del Fuego, Argentina tạo thành luật chính thức của tỉnh.
Ở Argentina, tổ chức thực thi pháp luật quan trọng nhất là Cảnh sát Liên bang Argentina nhưng công việc bổ sung được thực hiện bởi Cảnh sát tỉnh Tierra del Fuego.

## Hành chính

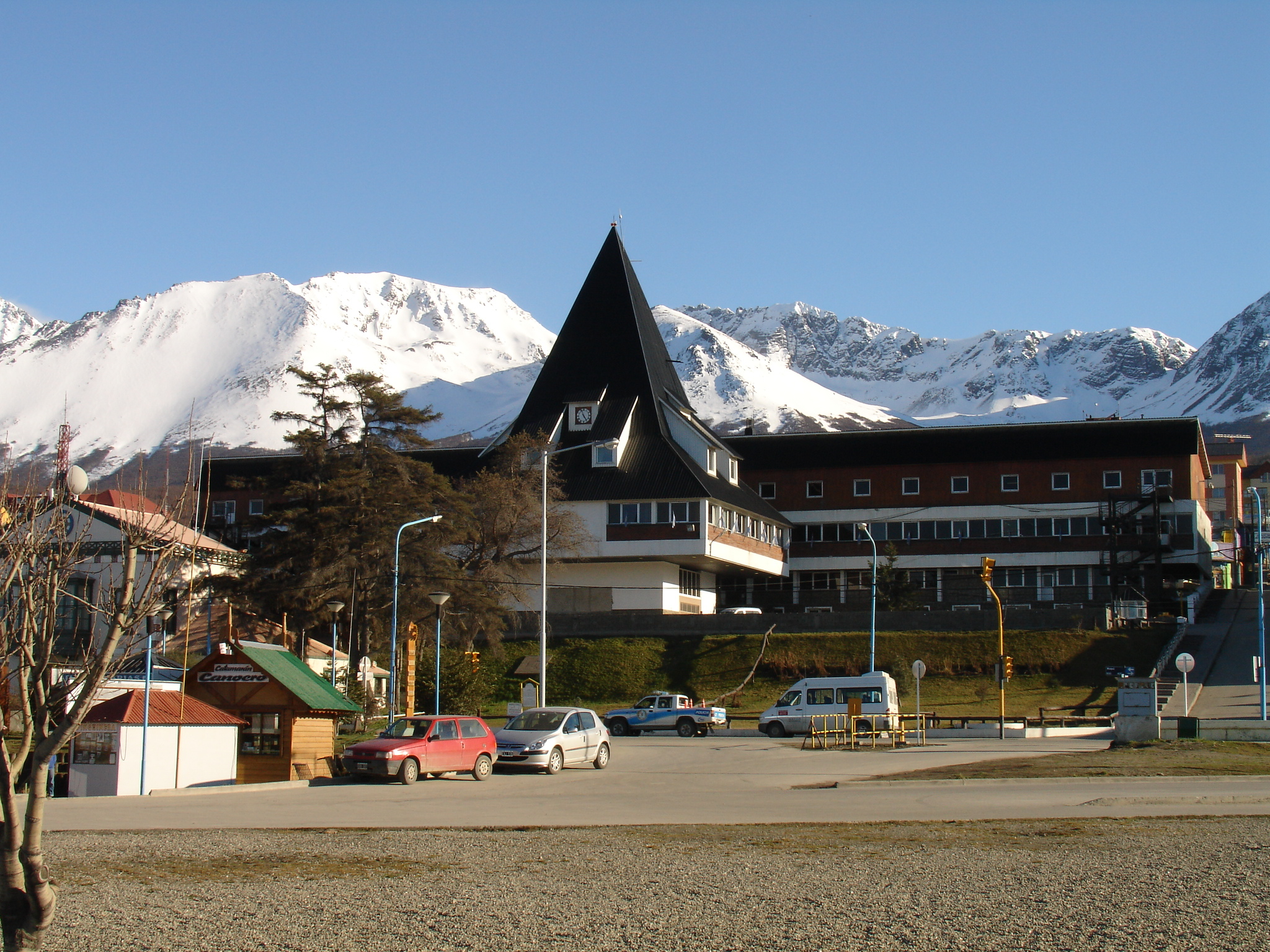
Văn phòng thống đốc, Ushuaia.

Tỉnh này được chia thành năm huyện (tiếng Tây Ban Nha: deparementos), chỉ có ba huyện đầu tiên nằm dưới quyền kiểm soát hiệu quả của Argentina:
1. Ushuaia (trụ sở Ushuaia)
2. Tolhuin (trụ sở Tolhuin)
3. Río Grande (trụ sở Río Grande)
4. Islas del Atlántico Sur: bao gồm quần đảo Falkland (Malvinas trong tiếng Tây Ban Nha) và Nam Georgia và Quần đảo Nam Sandwich, do Argentina tuyên bố chủ quyền, đang là lãnh thổ hải ngoại của Anh.
5. Antártida Argentina: phần lãnh thổ Argentina yêu sách ở châu Nam Cực, nằm giữa 25° Tây và 74° Tây (trùng lặp với các yêu sách của Chile và Anh) và không có người ở ngoại trừ nhân viên của các cơ sở khoa học. Nằm ở phía nam vĩ tuyến 60°, yêu sách của Argentina đối với toàn bộ lãnh thổ bị đình chỉ theo Hiệp ước châu Nam Cực.

## Kinh tế
Tierra del Fuego kể từ những năm 1970 đã được hưởng lợi từ các khoản trợ cấp của chính phủ cho ngành công nghiệp địa phương, và từ sự giàu có về mặt tự nhiên của tỉnh. Sản lượng kinh tế ước tính năm 2006 là 2,6 tỷ đô la Mỹ, mang lại cho tỉnh thu nhập bình quân đầu người là 25.719 đô la Mỹ, cao thứ hai ở Argentina, sau Buenos Aires.
Bất chấp sự xa xôi của tỉnh, ngành sản xuất đóng góp khoảng 20% vào sản lượng, một phần do ưu đãi thuế nhất định cho ngành công nghiệp địa phương, một chính sách mà Buenos Aires theo đuổi để khuyến khích nhập cư đến các khu vực ít dân cư hơn. Một số nhà máy lớn đã mở trên đảo Tierra del Fuego để tận dụng các lợi ích về thuế được luật hóa vào năm 1972, chủ yếu là các nhà sản xuất thiết bị gia dụng và điện tử.
Tại thành phố Río Grande, nhiều công ty quốc tế và Argentina, đáng chú ý nhất là công ty Samsung của Hàn Quốc và công ty Teltron của Argentina, từng thành lập các nhà máy sản xuất TV độ phân giải cao (HDTV), các sản phẩm liên quan đến CD-ROM, và -điện thoại di động GSM giá rẻ, được chế tạo chủ yếu từ các linh kiện của Argentina.

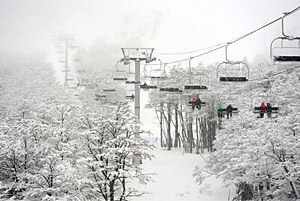
Cerro Castor là khu nghỉ mát trượt tuyết quan trọng nhất trong tỉnh.

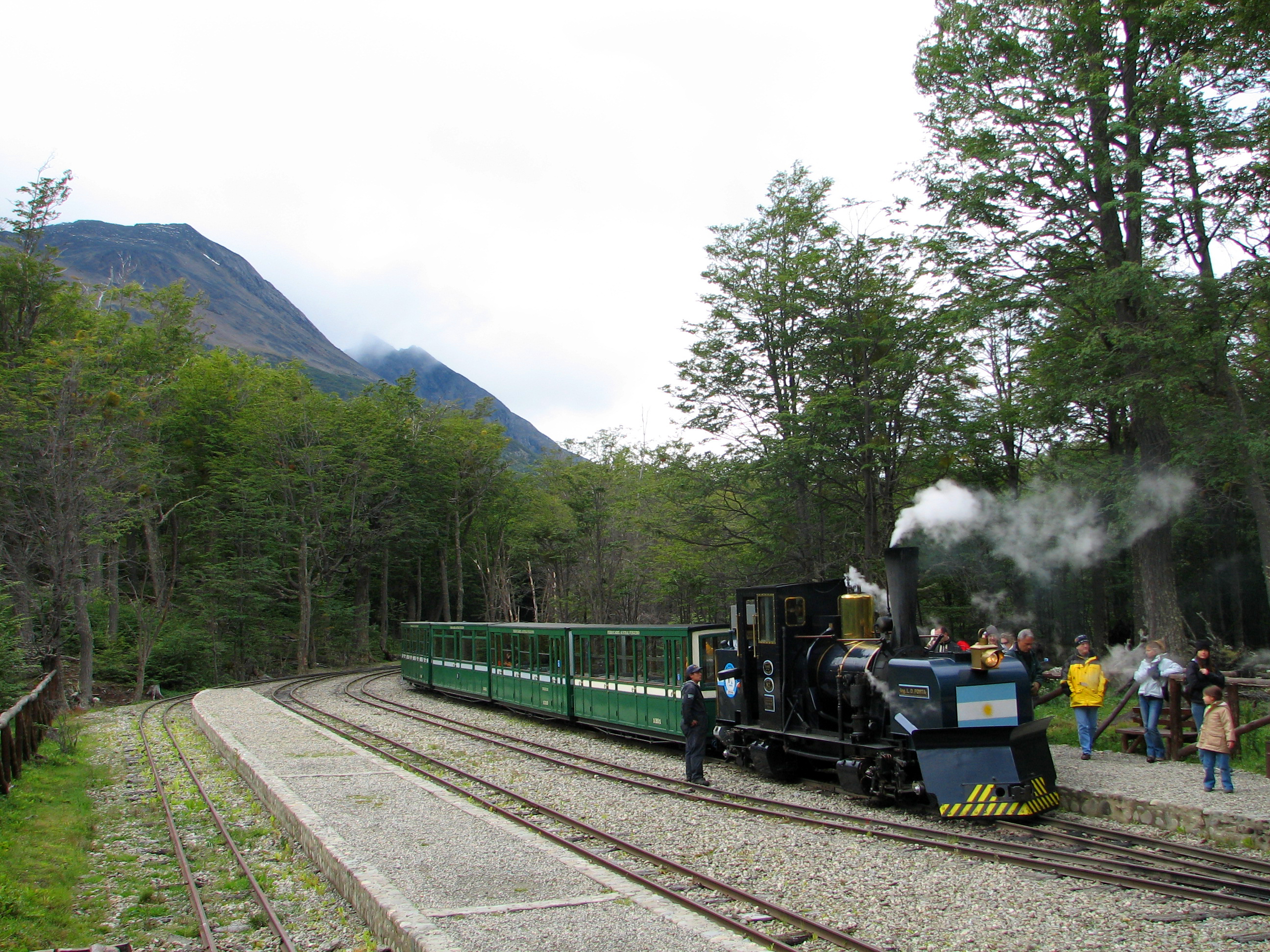
"Chuyến tàu đến tận cùng thế giới". Được điều hành bởi chính quyền tỉnh, là tuyến đường sắt hoạt động ở cực nam của thế giới.

Chăn nuôi cừu là nguồn thu nhập hàng đầu trong nền nông nghiệp khiêm tốn của tỉnh (5% sản lượng kinh tế). Nó cung cấp len, thịt cừu và da sống cho toàn tỉnh và thị trường Argentina rộng hơn, thị hiếu đối với các sản phẩm này ở Argentina đang tăng mạnh.
Giống như tại Patagonia ở phía bắc, khai thác dầu mỏ và khí đốt tự nhiên rất quan trọng đối với nền kinh tế của Tierra del Fuego, tạo ra hơn 20% tổng sản lượng. Những nỗ lực thăm dò vẫn tiếp tục. Chính phủ Quần đảo Falkland đã cấp giấy phép thăm dò trong vùng biển của mình. Cuộc cạnh tranh này đã gây ra sự tức giận ở Argentina. Hoạt động này cũng đã tác động vào một số ngành đánh bắt cua và tôm béo bở của khu vực.
Du lịch đang trở nên quan trọng trên đảo Tierra del Fuego. Khu vực này có núi, sông băng, rừng, sông chảy xiết, thác nước, trung tâm trượt tuyết (quan trọng nhất là Cerro Castor) và biển, tất cả đều nằm trong khoảng cách ngắn.
Các điểm đến được ghé thăm nhiều nhất ở Tierra del Fuego thuộc Argentina bao gồm Ushuaia, vườn quốc gia Tierra del Fuego và Đường sắt tận cùng thế giới, hồ Fagnano, Bảo tàng Tận cùng Thế giới, eo biển Beagle, ngọn hải đăng Les Eclaireurs, nhà tù cũ, và đảo Nam Staten.
Bán đảo Nam Cực là một địa điểm du lịch. Khách du lịch có thể nhìn thấy động vật hoang dã tại căn cứ Marambio của Argentina trong suốt mùa hè.